# Whiddon Lake
Whiddon Lake är en sjö i Kanada.   Den ligger i Thunder Bay District och provinsen Ontario, i den sydöstra delen av landet, 1 100 km nordväst om huvudstaden Ottawa. Whiddon Lake ligger 328 meter över havet. Arean är 0,95 kvadratkilometer. Den sträcker sig 1,7 kilometer i nord-sydlig riktning, och 1,5 kilometer i öst-västlig riktning.
I omgivningarna runt Whiddon Lake växer i huvudsak barrskog. Trakten runt Whiddon Lake är nära nog obefolkad, med mindre än två invånare per kvadratkilometer.